# Transición portuguesa
La transición portuguesa designa el periodo acontecido entre la Revolución de los Claveles en 1974 y la aprobación de la Constitución portuguesa de 1976.
La experiencia de Portugal con la democracia antes de la Revolución de los Claveles de 1974 no fue particularmente exitosa.[cita requerida] Su Primera República duró solo dieciséis años, de 1910 a 1926. Bajo la república, las instituciones parlamentarias trabajaron mal y pronto fueron desacreditadas.[cita requerida]  La corrupción política y la mala gestión económica fueron generalizadas.[cita requerida]  El Golpe de Estado del 28 de mayo de 1926 puso fin a la Primera República y marcó el comienzo de la Dictadura Nacional y luego del período conocido como Estado Nuevo.

## Antecedentes: la era Salazar-Caetano
La república fue reemplazada por una dictadura militar que prometió la autoridad y la disciplina. El régimen militar abolió los partidos políticos, tomaron medidas en contra de los pequeños pero ruidosos grupos del marxismo y acabó con las instituciones republicanas. En 1928 invitó al profesor de la Universidad de Coímbra , António de Oliveira Salazar para servir como ministro de finanzas. En 1932 fue nombrado primer ministro. Ese año marcó el inicio de su régimen, el Estado Nuevo (Estado Novo).
Bajo Salazar (1932 a 1968), Portugal se convirtió, al menos formalmente, en un Estado corporativo. La nueva Constitución de 1933 encarnaba la teoría corporativista, en las que el gobierno iba a estar formada por entidades económicas organizadas según su función, en lugar de la representación individual. Los empleadores habían de formar un grupo, el trabajo a otro, y ellos y otros grupos para tratar unos con otros a través de sus organizaciones representativas.
En realidad, sin embargo, Salazar encabezó una dictadura autocrática, con la ayuda de un eficiente policía secreta. la censura estricta se introdujo, el políticamente sospechosos fueron monitoreados, y los opositores al régimen fueron encarcelados, enviados al exilio, y a veces asesinados.
Portugal derivó y fracasó en virtud del presente régimen represivo durante varias décadas. Las condiciones económicas mejoraron ligeramente en la década de 1950, cuando Salazar instituyó el primero de los dos planes económicos de cinco años. Estos planes estimulado un cierto crecimiento, y los niveles de vida comenzó a subir.

### Años 1960 y la Guerra Colonial
La década de 1960, sin embargo, fueron años de crisis para Portugal. Los movimientos guerrilleros surgieron en los territorios portugueses de ultramar africanos de Angola, Mozambique y Guinea-Bisáu, cuyo objetivo era liberar esos territorios del "último imperio colonial". La lucha contra tres movimientos guerrilleros durante más de una década resultó ser enormemente agotadora para un país pequeño y pobre en términos de recursos laborales y financieros. Al mismo tiempo, los cambios sociales provocados por la urbanización, la emigración, el crecimiento de la clase trabajadora y el surgimiento de una clase media considerable ejercieron nuevas presiones sobre el sistema político para liberalizarlo. En cambio, Salazar aumentó la represión y el régimen se hizo aún más rígido y osificado.

### Salazar incapacitado
Cuando Salazar quedó incapacitado en un accidente en 1968, el Consejo de Estado, un órgano consultivo de alto nivel creado por la Constitución de 1933, eligió a Marcelo Caetano para sucederlo. Caetano, a pesar de ser un protegido de Salazar, trató de modernizar y liberalizar el antiguo sistema de Salazar. Se opuso a un grupo ampliamente conocido como "el búnker", los antiguos salazaristas. Entre ellos, el presidente del país, el almirante Américo Tomás, los oficiales superiores de las fuerzas armadas y los jefes de algunos de los grupos financieros más grandes del país. El búnker era lo suficientemente poderoso como para que cualquier cambio fundamental sin duda llevase al derrocamiento inmediato de Caetano.
Cuando Caetano prometió la reforma pero cayó en la indecisión, el sentido comenzó a crecer entre todos los grupos -las fuerzas armadas, la oposición y los liberales dentro del régimen- y se vio que solo una revolución podía producir los cambios que sentían que Portugal necesitaba urgentemente. Contribuyeron a este sentimiento varias tensiones crecientes en la escena política y social.

### Presión económica
El continuo drenaje económico causado por las campañas militares en África se vio exacerbado por la primera gran crisis del petróleo de 1973. Políticamente, el deseo de democracia, o al menos una mayor apertura del sistema político, iba en aumento. Las tensiones sociales también aumentaron, debido a la lentitud del cambio y la ausencia de oportunidades para el avance.
El ingrediente decisivo en estas tensiones fue la disensión dentro del propio ejército, durante mucho tiempo un baluarte del régimen. Los jóvenes graduados de la academia militar se sintieron ofendidos por un programa presentado por Caetano por el cual los oficiales de la milicia que hubiesen completado un breve programa de entrenamiento y hubiesen servido en las campañas defensivas de los territorios de ultramar podrían ser comisionados en el mismo rango que los graduados de la academia militar. El gobierno portugués de Caetano había comenzado el programa (que incluía varias otras reformas) con el fin de aumentar el número de funcionarios contra las insurgencias africanas, y al mismo tiempo reducir los costos militares para aliviar un presupuesto público ya sobrecargado.

## Spínola y la revolución
Un evento catalítico clave en el proceso hacia la revolución fue la publicación en 1973 del libro del General Antonio de Spinola, Portugal y el futuro, que criticaba la conducción de la guerra y ofrecía un programa de gran alcance para la recuperación de Portugal. El trabajo del General envió ondas de choque al establishment político en Lisboa. Como el primer desafío importante y público al régimen por parte de una figura de alto rango dentro del sistema, la experiencia de Spínola en las campañas africanas dio un peso adicional a sus opiniones. El libro fue ampliamente considerado -una evaluación correcta como se vio después- como la salva de apertura en la ambiciosa campaña de Spínola para convertirse en presidente.

### Golpe de Estado de 1974
El 25 de abril de 1974, un grupo de jóvenes oficiales que pertenecen a una organización clandestina, el Movimiento de las Fuerzas Armadas (MFA), derrocó al régimen de Caetano, y Spínola surgió cuando menos, el jefe titular del nuevo gobierno. El golpe tuvo éxito en las horas casi sin derramamiento de sangre. Caetano y otros funcionarios de alto rango del antiguo régimen fueron detenidos y exiliados, muchos a Brasil. Los militares tomaron el control de todas las instalaciones importantes.
Spínola considera la acción de los militares como un golpe de Estado militar simple dirigida a la reorganización de la estructura política con él mismo como la cabeza; en sus propias palabras, una renovação (renovación). A los pocos días, sin embargo, quedó claro que el golpe había liberado frustraciones reprimidas durante mucho tiempo cuando miles de portugueses, y después decenas de miles, salieron a las calles celebrando la caída del régimen y exigiendo más cambios. El aparato coercitivo de la dictadura (la policía secreta, la Guardia Nacional Republicana, el partido oficial, la censura) fue abrumado y abolido. Los trabajadores comenzaron a apoderarse de los comercios de sus propietarios, los campesinos tomaron las tierras privadas, los empleados de bajo nivel tomaron los hospitales y las oficinas gubernamentales fueron ocupadas por trabajadores que despidieron a la antigua dirección y exigieron una limpieza a fondo.
Muy pronto, las manifestaciones comenzaron a ser manipulados por elementos políticos organizados, principalmente el PCP y otros grupos más a la izquierda.[cita requerida] líderes sindicales y campesinos radicales surgieron de la clandestinidad donde habían estado funcionando por muchos años. Mário Soares, el líder del Partido Socialista de Portugal (PS) y Álvaro Cunhal, jefe del Partido Comunista Portugués (PCP) regresó a Portugal del exilio apenas unos días después de la revuelta y fueron bienvenidos como héroes.
No siempre estaba claro quién gobernaba Portugal de verdad durante este período revolucionario, y diversos organismos competían por el dominio. Spínola se convirtió en el primer presidente provisional del nuevo régimen en mayo de 1974, y eligió el primero de los seis gobiernos provisionales que iban a gobernar el país hasta dos años más tarde, cuando se formó el primer gobierno constitucional. Dirigido por un primer ministro, el moderado civil Adelino da Palma Carlos, el gobierno consistió en el moderado Partido Popular Democrático (PPD), el PS, el PCP, cinco independientes y un militar.
Debajo de esta estructura formal, varios otros grupos ejercen un poder considerable. En las primeras semanas de la revolución, un grupo clave fue la Junta de Salvación Nacional, compuesta en su totalidad de militares de alto rango y de ideología moderada. Junto a este grupo también operaba un comité de coordinación de siete miembros compuesto por oficiales de menor rango político y políticamente radicales que habían dirigido el levantamiento. A finales de mayo de 1974, estos dos organismos trabajaron conjuntamente con los demás miembros en el Consejo de Estado, el más alto órgano de gobierno de la nación.
Sin embargo, el MFA emergió de forma gradual como el grupo individual más poderoso de Portugal, ya que anuló a Spínola en varias decisiones importantes. Miembros del MFA formaron el Comando Operacional del Continente (COPCON), compuesto por 5000 tropas de élite comandadas por el mayor (posteriormente general de brigada) Otelo Saraiva de Carvalho. Conocido por todos por su inusual nombre de pila Otelo, Carvalho había dirigido el golpe del 25 de abril. Debido a que la policía regular se había retirado del sector público durante el periodo de agitación revolucionaria y los militares se encontraban algo divididos, el COPCON se convirtió en la fuerza del orden más importante del país y permaneció firmemente bajo el control de oficiales de izquierda radical.[cita requerida]
Spínola formó un segundo gobierno provisional a mediados de julio con el coronel (más tarde general) Vasco Gonçalves como primer ministro y ocho militares junto con los miembros del PS, PCP, y el PPD. Spínola eligió a Gonçalves porque era un moderado, pero que acabó virando cada vez más a la izquierda mientras encabezaba cuatro gobiernos provisionales entre julio de 1974 y septiembre de 1975. La posición de Spínola se debilitó aún más cuando fue obligado a aceptar la independencia de las colonias africanas de Portugal, en lugar de lograr la solución federal que había esbozado en su libro. Guinea-Bissau logró su independencia a principios de septiembre, y se encontraban en marcha las conversaciones sobre la liberación de las otras colonias. Spínola trató de tomar todo el poder a finales de septiembre, pero fue bloqueado por el COPCON y dimitió de su cargo. Su sustituto fue el general moderado Francisco da Costa Gomes. Gonçalves formó un tercer gobierno provisional con una fuerte participación del MFA, nueve militares en total y miembros del PS, PCP, y el PPD.
Al año siguiente, la política portuguesa avanzó continuamente hacia la izquierda. El PCP obtuvo un gran éxito al colocar a miembros suyos en muchos cargos políticos y administrativos nacionales y locales, y consolidó el control de los sindicatos del país. El MFA se encontró cada vez más bajo el control de su ala radical, y algunos de sus miembros quedaron bajo la influencia de la PCP. Además, grupos de izquierda más pequeños y radicales se unieron al PCP en la organización de grandes manifestaciones que provocaron la creciente adopción de políticas de izquierda, incluidas las nacionalizaciones de empresas privadas.
Un intento de golpe de Spínola a principios de marzo de 1975 fracasó, y él huyó del país. En respuesta a este ataque desde la derecha, los elementos radicales de los militares abolieron la Junta de Salvación Nacional y formaron el Consejo de la Revolución como órgano de gobierno más poderoso del país. El Consejo se hizo responsable ante un parlamento de 240 miembros radicales militares, la Asamblea de las Fuerzas Armadas. Se formó un cuarto gobierno provisional, más radical que su predecesor, encabezado por Gonçalves, con ocho militares, así como miembros del PS, del PCP, del PPD y del Movimiento Democrático Portugués (MDP), un partido cercano al PCP.
El nuevo gobierno comenzó una ola de nacionalizaciones de los bancos y grandes empresas. Debido a que los bancos eran a menudo sociedades de cartera, el gobierno llegó a poseer casi todos los periódicos, compañías de seguros, hoteles y empresas de construcción del país, entre muchos otros tipos de negocios, por lo que su cuota del producto nacional bruto del país ascendió al 70%.

## Transición al gobierno civil
Se celebraron elecciones el 25 de abril de 1975 para formar una Asamblea Constituyente que redactara una nueva constitución. El PS ganó casi el 38% de la votación, mientras que el PPD tuvo un 26,4%. El PCP, que se opuso a las elecciones porque su liderazgo espera que lo haga mal, obtuvo menos del 13% de los votos. Un partido democrático de derechas, el Centro Democrático y Social (CDS), llegó en cuarto lugar con menos del 8% de votos. A pesar de que las elecciones tuvieron lugar en un período de efervescencia revolucionaria, la mayoría de portugueses votaron a favor de los partidos de clase media comprometida con una democracia pluralista.
Muchos portugueses veían las elecciones como una señal de la implantación efectiva de un nuevo régimen democrático. Además, la mayoría de los miembros de las fuerzas militares apoyó el comienzo de una transición a la democracia civil. Sin embargo, algunos elementos del MFA se habían opuesto a las elecciones y solo las aceptaron tras haber acordado con los partidos políticos que las políticas del MFA se llevarían a cabo  independientemente de los resultados electorales.[cita requerida]
Después de las elecciones llegó el "verano caliente" de 1975, cuando la revolución se hizo sentir en el campo. Trabajadores agrícolas sin tierra en el sur tomaron las grandes explotaciones en las que trabajaban. Muchas propiedades en el Alentejo fueron confiscadas -más de 10 000 kilómetros cuadrados en total- y convertidas en granjas colectivas. En el norte, donde la mayoría de las granjas eran pequeñas y pertenecían a sus trabajadores, no se produjeron estas confiscaciones. Los pequeños agricultores del norte, propietarios conservadores, rechazaron violentamente los intentos de elementos radicales y del PCP de colectivizar sus tierras. Algunos agricultores formaron organizaciones de derecha en defensa de la propiedad privada, la reversión de la tempranera bienvenida de la revolución en la región.
Otras acciones revolucionarias también fueron recibidas con hostilidad. A mediados de julio, el PS y el PPD se retiraron del cuarto gobierno provisional para protestar contra las acciones antidemocráticas de militares radicales y fuerzas políticas de izquierda. El periódico del PS, República, había sido cerrado por trabajadores radicales, lo que desencadenó una ola de protestas tanto a nivel nacional y en el extranjero. El PS y otros partidos democráticos se enfrentaron también a una amenaza potencialmente letal para la nueva libertad que plantea el desprecio abierto del PCP a la democracia parlamentaria[cita requerida] y su dominancia en el principal sindicato de Portugal, Intersindical, o como llegó a ser conocido en 1977, la Confederación General de los Trabajadores Portugueses-Intersindical Nacional (CGTP-IN).
Los Estados Unidos y muchos países de Europa Occidental expresaron una gran alarma ante la perspectiva de una toma de posesión marxista-leninista en un país de la OTAN. El secretario de Estado de Estados Unidos Henry Kissinger dijo a Soares, líder del PS, que probablemente sería el "Aleksandr Kérenski de Portugal". El resultado de estas preocupaciones fue la llegada de ayuda financiera extranjera en Portugal para reforzar los grupos comprometidos con la democracia parlamentaria pluralista.
En el momento del "verano caliente" de 1975, se podían distinguir varias corrientes en el MFA. Un grupo de moderados, el Grupo de los Nueve, publicó un manifiesto en agosto que abogó por el socialismo no alineado en la línea de la socialdemocracia escandinava. Otro grupo publicó un manifiesto que criticaba tanto al Grupo de los Nueve como a los que se habían acercado al PCP y destacó al primer ministro Gonçalves por sus vínculos con los comunistas. Estas diferencias de opinión marcaron a principios de septiembre el final del quinto gobierno provisional, encabezado por Gonçalves, tras apenas un mes en el poder. Gonçalves fue expulsado posteriormente del Consejo de la Revolución, ya que este organismo se volvió más moderado. Se formó entonces el sexto gobierno provisional, encabezado por el almirante José Baptista Pinheiro de Azevedo, y que incluía al líder del Grupo de los Nueve y miembros del PS, PPD, y el PCP. Este gobierno, que permanecería en el poder hasta julio de 1976, cuando se formó el primer gobierno constitucional, se comprometió a adherirse a las políticas defendidas por los moderados del MFA.
La evolución de la estabilidad política no refleja el país en su conjunto, que se encontraba al borde de la anarquía.[cita requerida] Incluso se vino abajo la estructura de mando de las fuerzas armadas. Los partidos políticos a la derecha del PCP se volvieron más confiados y lucharon cada vez con más firmeza por el orden, al igual que muchos en el ejército. La concesión de la independencia de Mozambique, en septiembre de 1975, a Timor Oriental en octubre, y en Angola en noviembre significó el fin de las guerras coloniales. Se logró así la consecución de la paz, principal objetivos de los militares durante todos estos meses de agitación política, y los militares pudieron entonces iniciar la transición al gobierno civil. Los resultados electorales de las elecciones de abril de 1975 a la Asamblea Constituyente legitimaron el apoyo popular a los partidos que pudieran gestionar y acoger esta transición.
Un intento de golpe por unidades militares radicales el 25 de noviembre de 1975 marcó el último esfuerzo serio de la izquierda radical para tomar el poder. Ese día, bajo el pretexto de una toma de control de una emisora de radio por parte de la izquierda, el coronel António dos Santos Ramalho Eanes declaró el estado de emergencia y envió comandos leales a capturar la ciudad de Lisboa. Las unidades revolucionarias dentro de la capital fueron rápidamente rodeadas y obligadas a rendirse; unos 200 izquierdistas fueron detenidos, y el COPCON fue abolido. La capacidad de los comunistas de instituir sus objetivos había menguado sin el apoyo de los militares, y la gente regresó a sus puestos de trabajo y a sus quehaceres diarios después de dieciocho meses de agitación política y social. 
Se alcanzó cierto grado de compromiso entre las distintas visiones políticas sobre cómo debía organizarse el nuevo Estado, y se proclamó la nueva Constitución el 2 de abril de 1976, allanando el camino para el fin de los gobiernos provisionales y del Proceso Revolucionario en Curso. Unas semanas después, el 25 de abril, se celebraron elecciones para el nuevo parlamento, la Asamblea de la República. 
Estas elecciones se puede decir que supusieron el final definitivo de un período revolucionario. Los partidos moderados recibieron la mayor parte de los votos, aunque no por ello se descartaron los logros revolucionarios. La Constitución del país se comprometió a abrir la senda hacia una sociedad socialista, además de declarar irreversibles las nacionalizaciones y las confiscaciones de tierras de 1975. El ejército apoyó estos compromisos a través de un pacto con los principales partidos políticos que garantizara sus derechos como guardián de la nueva democracia por cuatro años más.

## Consolidación de la democracia
Tras la aprobación de la nueva Constitución del país en 1976, las primeras elecciones para el nuevo parlamento, la Asamblea de la República, fueron ganadas por el PS. Obtuvo el 36,7% de los votos, frente al 25,2% para el PPD, el 16,7% de la CDS, y el 15,2% para el PCP. Las elecciones para la presidencia se celebraron en junio y se saldaron con una cómoda victoria del general António Ramalho Eanes, que contó con el apoyo de los partidos a la derecha de los comunistas: el PS, PPD, y el CDS.
Aunque el PS no consiguió una mayoría en la Asamblea de la República, Eanes le permitió formar el primer gobierno constitucional con Soares como primer ministro. Gobernó entre el 23 de julio de 1976 y el 30 de enero de 1978. Un segundo gobierno, formado gracias a la coalición con el CDS y también encabezado por Soares, duró de enero a agosto de 1978. Los gobiernos del PS se enfrentaron a enormes problemas económicos y sociales como una inflación galopante, desempleo, caída de los salarios y una enorme afluencia de los colonos portugueses de África. El fracaso del gobierno en materia económica, incluso después de adoptar un doloroso programa de austeridad impuesto por el Fondo Monetario Internacional, obligó en última instancia al PS a abandonar el poder. Sin embargo, se podría considerar que PS tuvo éxito en el sentido de que gobernó democráticamente el país durante dos años y ayudó así a consolidar el nuevo sistema político. Después de la caída del gobierno de coalición del PS y el CDS en julio de 1978, el presidente Eanes formó una serie de gobiernos provisionales con la esperanza de que gobernaran hasta que pudieran celebrarse nuevas elecciones parlamentarias bajo el mandato de la Constitución en 1980. Hubo, por tanto, tres gobiernos de corta duración nombrados por el presidente Eanes. Estos fueron dirigidos por el primer ministro Alfredo Nobre da Costa del 28 de agosto al 21 de noviembre de 1978, Carlos Mota Pinto del 21 de noviembre de 1978 al 31 de julio de 1979, y Maria de Lourdes Pintasilgo (primera mujer con el cargo de primera ministra de Portugal) del 31 de julio de 1979 al 3 de enero de 1980.
La debilidad de estos gobiernos y el hecho de que el PS y el PPD, que ahora se denomina Partido Social Demócrata (PSD), para formar un gobierno de coalición obligó al presidente Eanes a convocar elecciones provisionales en diciembre de 1979. Francisco Sá Carneiro, el dinámico líder del PSD y un rival feroz personal de Soares, formó una coalición entre su PSD, el CDS, el Partido Popular Monárquico (PPM) y otro pequeño partido para formar la Alianza Democrática (Aliança Democrática, AD). AD restó importancia a sus intenciones de revisar la constitución para revertir las nacionalizaciones y confiscaciones de tierras de mediados de los años 1970 y abogó por una política económica moderada. La coalición obtuvo el 45,2% de los votos en las elecciones, o 128 escaños, con tres de mayoría en una asamblea de 250 escaños. El PS, que también había formado una coalición electoral con varios pequeños grupos de izquierda, se desplomó y ganó sólo el 27,4% de los votos, una caída grande en comparación con los resultados de 1976. El PCP, en coalición con otro partido de izquierda, mejoró ligeramente sus resultados.
Francisco Sá Carneiro fue nombrado primer ministro en enero de 1980, y el tenor de la política parlamentaria se trasladó a la derecha con el intento del gobierno de deshacer algunas de las reformas radicales de la revolución. Las competencias atribuidas a la Presidencia por la Constitución de 1976 permitieron al Presidente Eanes bloquear las políticas económicas del centrista AD. Por esta razón, el AD se concentró en ganar suficientes escaños en las elecciones de octubre de 1980 para llegar a una mayoría de dos tercios para poder cambiar la Constitución y elegir a alguien distinto de Eanes en las elecciones presidenciales de diciembre de 1980.
Los votantes portugueses aprobaran el movimiento a la derecha, y en las elecciones parlamentarias de la coalición AD aumentó el número de sus escaños a 134, mientras que el PS se mantuvo estable en 74 escaños y el PCP perdió 6 escaños para un total de 41. La victoria de AD no fue completa, sin embargo, porque el presidente Eanes fue reelegido con facilidad en diciembre. En contraste con las elecciones de 1976, cuando Eanes recibió el apoyo del PS y de los partidos a su derecha, en 1980 fue respaldado por el PS, el PCP y otros partidos de izquierda. Los votantes valoraron positivamente a Eanes por su integridad y por su evidente compromiso con la democracia. Su elección, sin embargo, provocó que el cambio constitucional fuera menos seguro debido a que el AD no tenía por sí solo la mayoría necesaria de dos tercios. El AD también sufrió una grave pérdida cuando su líder dinámico, Sá Carneiro, murió en un accidente de avión sólo dos días antes de la elección presidencial. Su sucesor fue Francisco Pinto Balsemão, el fundador y editor del periódico Expresso .
La coalición de AD se mantuvo en el poder hasta mediados de 1983. En este periodo se formaron dos gobiernos con Balsemão como primer ministro. En combinación con el PS, que también quería cambios fundamentales en el sistema político, la AD fue capaz de revisar la Constitución. Se aprobaron enmiendas que aumentaron el poder del primer ministro y de la Asamblea de la República a costa del presidente. El papel de los militares en el funcionamiento del país terminó con la abolición del Consejo de la Revolución. La reforma constitucional fue promulgada en septiembre de 1982. El Consejo de la Revolución fue sustituido por dos órganos consultivos vinculados a la oficina del Presidente. Una de ellas, el Consejo Superior de Defensa Nacional, se limitaba a comentar sobre cuestiones militares. El otro, el Consejo de Estado, era ampliamente representativo de todo el país y no tenía el poder para impedir acciones del gobierno y del parlamento declarándolas inconstitucionales. La reforma constitucional también creó un Tribunal Constitucional para revisar la constitucionalidad de la legislación. Dado que diez de sus trece jueces fueron elegidos por la Asamblea de la República, se encontraba bajo el control del Parlamento. Otra importante reforma redujo el poder del presidente mediante la restricción de la capacidad presidencial para disolver el gobierno, disolver el parlamento, o vetar leyes. Además, se suavizó el carácter ideológico de la Constitución, suavizándose o eliminándose varias referencias al objetivo de establecer un orden socialista.
Aunque el gobierno de la AD había logrado su principal objetivo de reformar la Constitución, los problemas económicos del país se agravaron y la coalición perdió gradualmente apoyo popular. Además, Balsemão se cansó de las constantes escaramuzas políticas necesarias para mantener la AD unida y dimitió en diciembre de 1982. Incapaz de nombrar a un sucesor, la AD se desintegró. Las elecciones parlamentarias en abril de 1983 dieron al PS una contundente victoria que aumentó su representación a 101 escaños. Después de largas negociaciones, el PS se unió al PSD para formar un gobierno de coalición, el Bloque Central (Bloco Central), con Soares como primer ministro.
El gobierno del Bloque Central era frágil desde el principio y apenas duró dos años. Ante los graves y crecientes problemas económicos, el gobierno tuvo que adoptar una impopular política de austeridad. Las dificultades administrativas y de personalidad tensaron las relaciones entre los miembros del gobierno y resultaron en agrias maniobras parlamentarias. Estas tensiones fueron eclipsadas por la convocatoria de nuevas elecciones presidenciales a principios de 1986. Soares dejó clara su ambición de suceder a Eanes, quien, de acuerdo con la Constitución, no tenía permitido presentarse a un tercer mandato consecutivo. Una división interna en el PSD sobre su candidato a la presidencia puso fin a la coalición de gobierno en junio de 1985.
En las nuevas elecciones parlamentarias celebradas en octubre de 1985, el PS, al que la opinión pública consideraba responsable de los graves problemas económicos del país, tales como una caída de los salarios del 10% desde 1983, sufrió una gran fuga de votos y perdió casi la mitad de sus escaños en la Asamblea de la República. La coalición electoral del PCP perdió seis escaños, el PSD ganó trece escaños gracias a su nuevo liderazgo y el CDS perdió casi un tercio de sus escaños. El gran ganador fue un partido formado por partidarios del presidente Eanes, el Partido Renovador Democrático (PRD), que, aunque sólo tenía unos meses de existencia, obtuvo casi el 18% de los votos y 45 escaños. La victoria del partido se derivó de la alta estima en que los votantes portugueses tenían al presidente Eanes.
Ningún partido surgió de las elecciones de octubre de 1985 con nada siquiera cercano a una mayoría absoluta, por lo que el período 1985-1987 fue políticamente inestable. El nuevo líder del PSD, el economista Aníbal Cavaco Silva, encabezó como primer ministro un gobierno en minoría que apenas logró sobrevivir diecisiete meses. Su éxito fue atribuido en parte al apoyo del PRD, que como partido joven deseaba establecerse, aunque al final una moción de censura presentada por este partido en la primavera de 1987 provocó la caída del gobierno. Cavaco Silva también se benefició de las disputas internas de otros partidos.
En las elecciones presidenciales de 1986 no dieron lugar a un ganador en la primera ronda. El candidato del CDS y del PSD, Diogo Freitas do Amaral, obtuvo 46,3% de los votos frente al 25,4% de Mário Soares. Diogo Freitas do Amaral, el candidato de una derecha unida, se benefició de la división de la izquierda en tres candidaturas. En la segunda vuelta electoral entre dos candidatos a mediados de febrero, Soares ganó con el 51,3% de los votos al cosechar el apoyo de la mayoría de los votantes de izquierda. El PCP lo apoyó como el mal menor, incluso a pesar de que Soares recordara reiteradamente a los votantes que él, quizá más que ningún otro, había impedido que los comunistas llegaran al poder a mediados de la década de 1970.
Cavaco Silva llegó a tener el control total de su partido, el PSD. Como primer ministro, impulsó la liberalización de la economía portuguesa. Tuvo la fortuna de que las tendencias económicas externas y la infusión de fondos de la Comunidad Europea después de la adhesión de Portugal en 1986 animaran la economía del país y comenzaran a llevar una prosperidad desacostumbrada a los asalariados portugueses. Confiado, pues, que su partido podría ganar las elecciones parlamentarias, Cavaco Silva maniobró para que sus oponentes políticos aprobaran una moción de censura contra su gobierno en abril de 1987. En lugar de pedir un nuevo gobierno compuesto por una variedad de partidos de la izquierda, el presidente Soares convocó elecciones anticipadas en julio.
Cavaco Silva había juzgado correctamente la situación política. El PSD obtuvo poco más del 50% de los votos, lo que le dio la mayoría absoluta en el parlamento, la primera mayoría de un solo partido desde la restauración de la democracia en 1974. El fuerte mandato permitiría a Cavaco Silva presentar un programa más claramente definido y quizá gobernar con más eficacia que sus predecesores. El surgimiento de un gobierno de partido único con el apoyo de una mayoría parlamentaria supuso para muchos observadores la mayoría de edad de la democracia portuguesa.